# Robert Racca
Robert Racca (dit Robert Michel) est un architecte décorateur français né le 13 décembre 1932 à Bône (Algérie) et décédé le 27 janvier 2005 à Cannes.
Des dispositions précoces dès son plus jeune âge pour le dessin, l’amène à poursuivre ses études en France. Il entre à l’École nationale supérieure des arts décoratifs (ENSAD) section architecture d'intérieur, puis les Beaux-arts de Paris.
Décorateur au Galeries Lafayette, il intègre en  1955 les grands magasins du Printemps, vivier de talents à l’époque où se côtoient Jean-Paul Goude illustrateur, David Hamilton directeur artistique ; il en sera le décorateur.
En 1965 les grands magasins du Printemps ont cent ans, pour augmenter le trafic à l’intérieur du site pendant Noël, il conçoit l’idée de remplacer les feuilles des arbres par des ampoules électriques. Il réunit une équipe dès le mois d’août pour des essais. La féerie Haussmann et les illuminations de Paris sont nés.
Il quitte le Printemps et oriente sa carrière vers l’architecture intérieur et l’aménagement de points de vente ; on le retrouve en 1967 avec TUB, premier magasin entièrement fait de carton et, novateur, il intègre des miroirs zoom permettant de se voir à différentes distances.
Tout s’accélère après 1968 : il développe deux bureaux d’études et prendra sous son aile un jeune décorateur débutant qui n’est autre que Jacques Garcia.
Il façonnera Paris de différentes enseignes comme les magasins Chicago, les Folies d’Élodie, Bijoux Box. Il s’oriente définitivement dans l’univers du luxe notamment avec les parfumeries CREED et compose avec les matériaux nobles qui lui sont chers, comme l’acier, le verre et le bois.
Il se partage entre les États-Unis et l’Europe où il décline des enseignes à l’instar de Franck Namani pour Paris, Genève et Zurich.

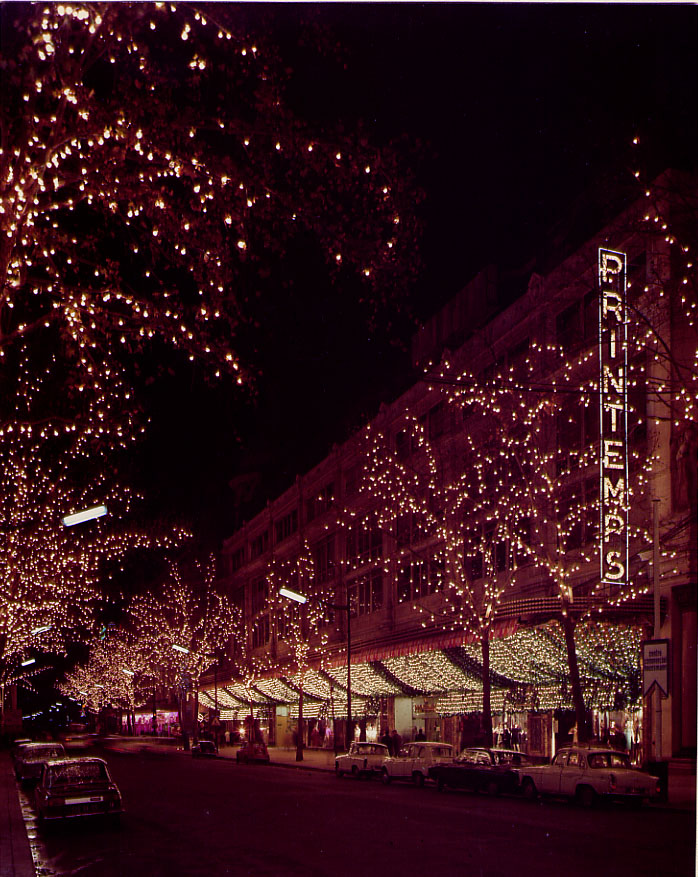
Première illumination boulevard Haussmann
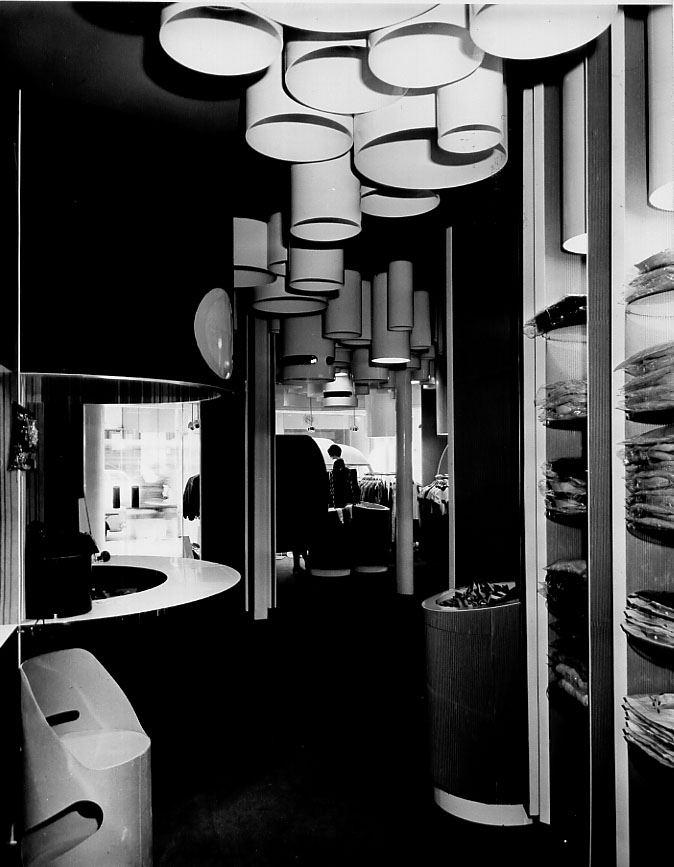
Premier magasin en papier et carton
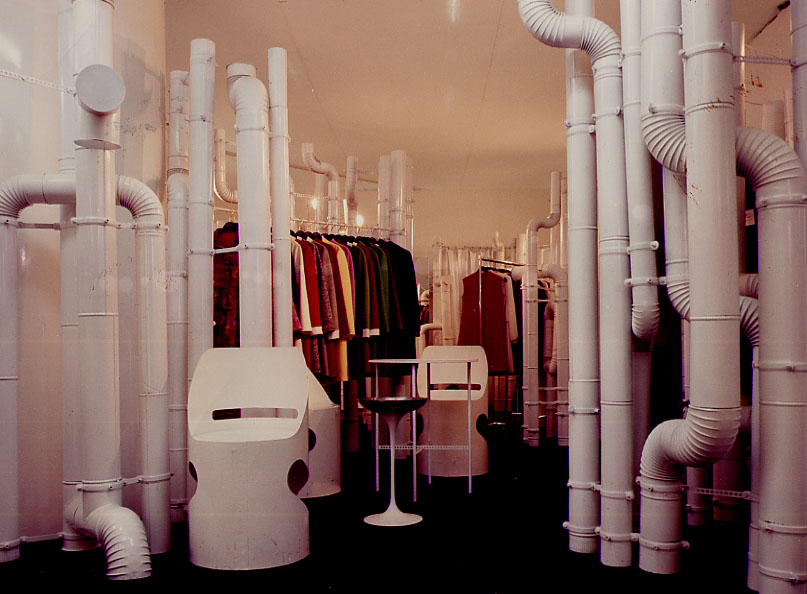
Pmagasin en papier et carton